# Armeni (Rethymno)
Armeni (griechisch Αρμένοι (m. pl.)) ist eine Ortschaft in der Gemeinde Rethymno auf der griechischen Insel Kreta. Im Jahr 2011 hatte der Ort 379 Einwohner. Als Ortschaft schließt Armeni die Siedlungen Agios Georgios (Άγιος Γεώργιος) mit 87 Einwohnern, Fotinos (Φωτεινός) mit 79 Einwohnern und Somatas (Σωματάς) mit 161 Einwohnern mit ein. Dies ergab 2001 für die Ortschaft insgesamt 706 Einwohner, was einer Bevölkerungsdichte von 35,30 Einw./km² entspricht. Bekannt ist Armeni durch die archäologische Fundstätte des spätminoischen Friedhofs etwa 1,5 Kilometer nördlich des Ortes.

## Lage
Der Ort Armeni liegt auf einer Höhe von 380 Metern über dem Meeresspiegel sieben Kilometer südlich der Stadt Rethymno in deren Gemeindegebiet und im gleichnamigen Regionalbezirk. Nachbarorte (Gemeindebezirke) sind im Norden Rethymno, westlich Kastellos und Koumi sowie im Osten Roussospiti und Kare. Außerdem grenzt der Gemeindebezirk Armeni im Süden an die Gemeinde Finikas und im Nordwesten an die Gemeinde Nikiforos Fokas.

## Geschichte

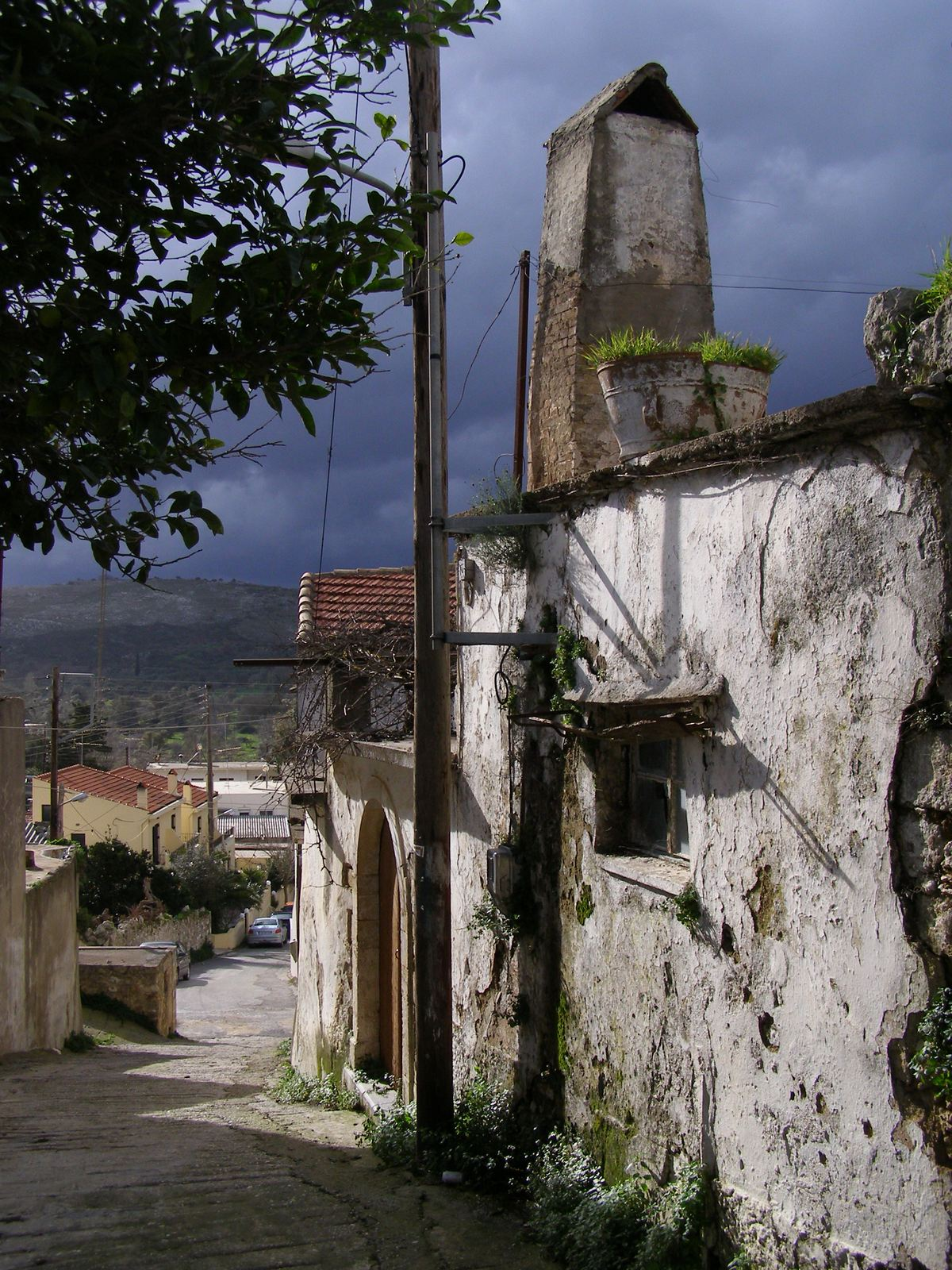
Östlicher Ortsteil

Das Dorf Armeni wurde im Jahr 961 durch „armenische“ Siedler gegründet. Dabei handelte es sich um Gefolgsleute des Feldherrn Nikephoros Phokas, des späteren Kaisers Nikephoros II., die in dessen Heer bei der byzantinischen Rückeroberung Kretas 960/961 gedient hatten. Als ‚Arméni‘ wurden damals sämtliche Bewohner aus dem Osten des Byzantinischen Reiches bezeichnet, nicht nur Angehörige des armenischen Volkes.
Nördlich des heutigen Ortes, auf einem niedrigen Hügel in einem Eichenwald nahe der Hauptstraße nach Rethymno, zeugt eine Nekropole aus  spätminoischer Zeit von einer weit früheren Besiedlung des Gebietes. Ab dem Jahr 1969 wurden hier in den Felsen geschlagene Grabkammern freigelegt, die aus dem Zeitraum von etwa 1390 bis 1190 v. Chr. stammen. Dabei handelt es sich meist um Kuppelgräber mit zugeschütteten Zugangskorridoren, die in der Archäologie als Dromos bezeichnet werden. Die in Tonsarkophagen oder bemalten Holzsärgen beigesetzten Leichname befanden sich in Leinen gehüllt in gekrümmter Stellung (Embryonal- oder Schlafstellung). Die Gräber waren hauptsächlich in Ost-West-Richtung ausgerichtet.

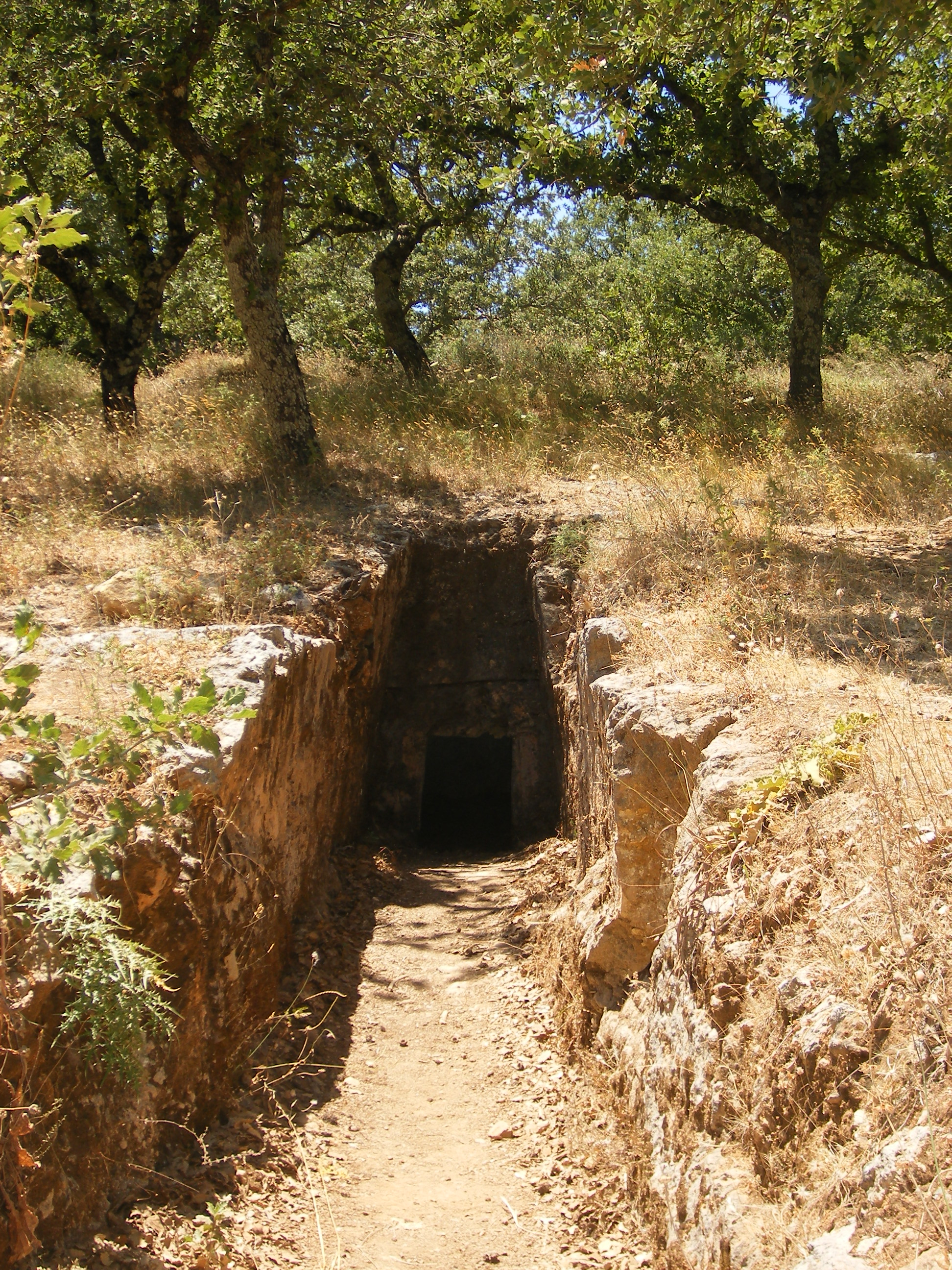
Grabzugang bei Armeni

Fundstücke aus den bis zu den Ausgrabungen vielfach unberührt gebliebenen Gräbern sind in den archäologischen Museen von Rethymno und Chania ausgestellt. Die aufgefundenen Grabbeigaben wie Gefäße, Statuetten, Waffen, Schmuck, Werkzeuge und anderes, weisen auf Grablegungen einer mykenisch beeinflussten Kultur hin. Die Ausgrabungen stehen heute unter Leitung des Archäologen Giannis Tzedakis.

## Belege
1. 1 2  Ergebnisse der Volkszählung 2011 beim Nationalen Statistischen Dienst Griechenlands (ΕΛ.ΣΤΑΤ) (Memento vom 27. Juni 2015 im Internet Archive) (Excel-Dokument, 2,6 MB)
2. ↑  G. Desipris, K. Santorineou: Rethymno, Verlag Michalis Toubis S.A. 1997
3. ↑  Klaus Bötig, Otto Gärtner: Kreta, dtv-MERIAN-Redaktion München, Deutscher Taschenbuch Verlag 1993, Seite 77
4. ↑  Lambert Schneider: Kreta, Dumont Kunstreiseführer, Seite 265
5. ↑  Αρμένοι